# Sint-Elooisprijs 1958
De 7e editie van de Belgische wielerwedstrijd Sint-Elooisprijs werd verreden op 26 juni 1958. De start en finish vonden plaats in Ruddervoorde. De winnaar was Leon Van Daele, gevolgd door Norbert Coreelman en Marcel Ongenae. De beslissing viel pas in de voorlaatste ronde toen Leon Van Daele, gesteund door Marcel Ongenae, het peloton in de steek liet. Enkel Norbert Coreelman, die nog tot de categorie van de onafhankelijken behoorde, kon de kloof nog dichten. In de spurt toonde Leon Van Daele zich ongenaakbaar.

## Uitslag
| Sint-Elooisprijs 1958 |                     |                              |        |
| Plaats                | Naam                | Ploeg                        | Tijd   |
| Winnaar               | Leon Van Daele      | Faema-Guerra-Clément         | 4u 19' |
| 2                     | Norbert Coreelman   | geen                         | z.t.   |
| 3                     | Marcel Ongenae      | Mercier-BP-Hutchinson        | z.t.   |
| 4                     | Maurice Meuleman    | Elvé-Peugeot-Marvan          | 45"    |
| 5                     | Kamiel Lamote       | Bertin-D'Alessandro-The Dura | 1"     |
| 6                     | Norbert Van Tieghem | Groene Leeuw-Leopold         | z.t.   |
| 7                     | Gabriel Borra       | Carpano                      | z.t.   |
| 8                     | Marcel Ryckaert     | Dossche Sport                | z.t.   |
| 9                     | Julien Schepens     | Mercier-BP-Hutchinson        | z.t.   |
| 10                    | Norbert Kerckhove   | Faema-Guerra-Clément         | z.t.   |

1952 · 1953 · 1954 · 1955 · 1956 · 1957 · 1958 · 1959 · 1960 · 1961 · 1962 · 1963 · 1964 · 1965 · 1966 · 1967 · 1968 · 1969 · 1970 · 1971 · 1972 · 1973 · 1974 · 1975 · 1976 · 1977 · 1978 · 1979 · 1980 · 1981 · 1982 · 1983 · 1984 · 1985 · 1986 · 1987 · 1988 · 1989 · 1990 · 1991 · 1992 · 1993 · 1994 · 1995 · 1996 · 1997 · 1998 · 1999 · 2000 · 2001 · 2002 · 2003 · 2004 · 2005 · 2006 · 2007 · 2008 · 2009 · 2010 · 2011 · 2012 · 2013 · 2014 · 2015 · 2016 · 2017 · 2018 · 2019 · 2020 · 2021 · 2022